# Märsgarn

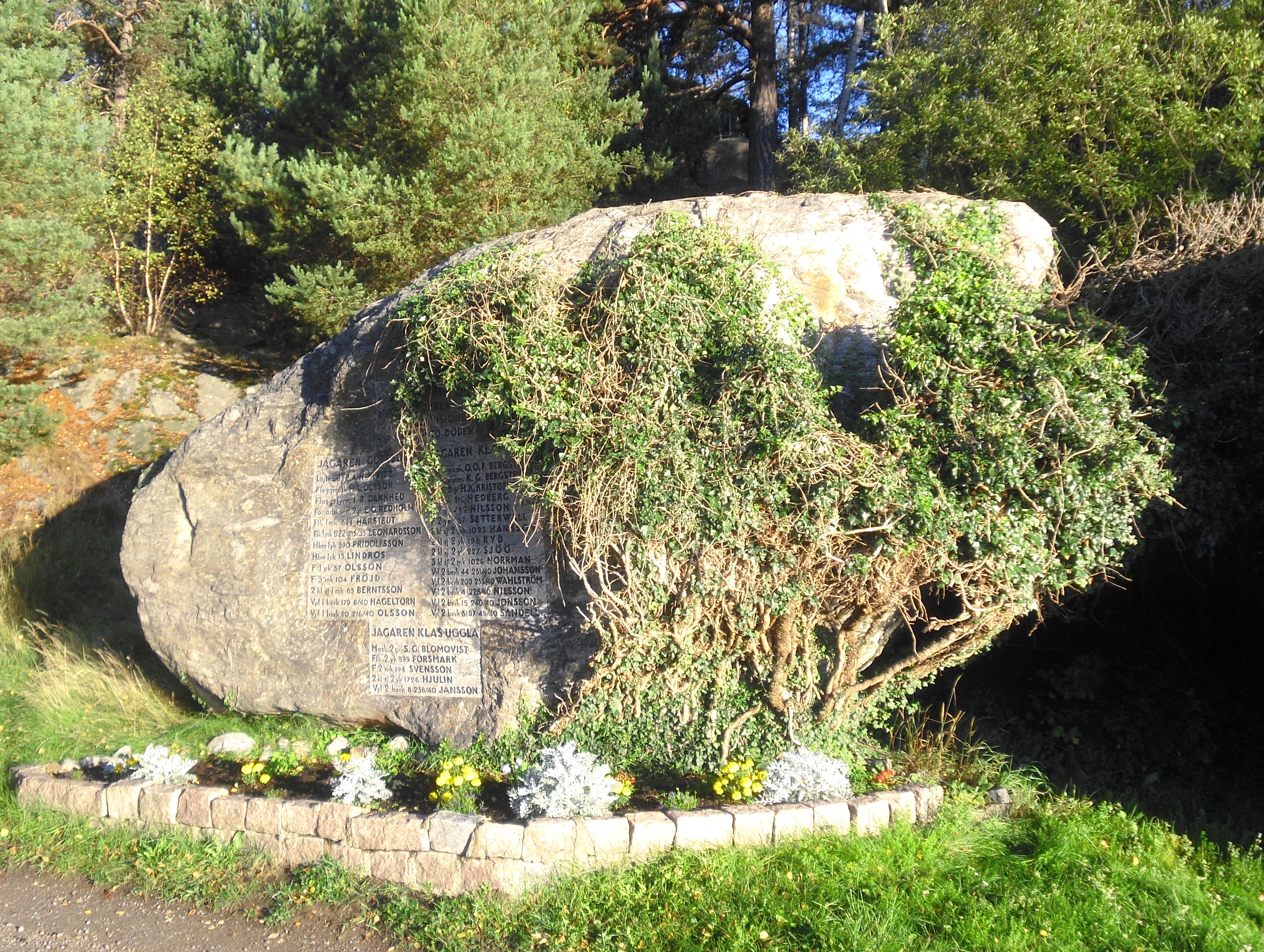
Jagarolyckan på Märsgarn hålls i minne intill den plats där de tre jagarna sprängdes.

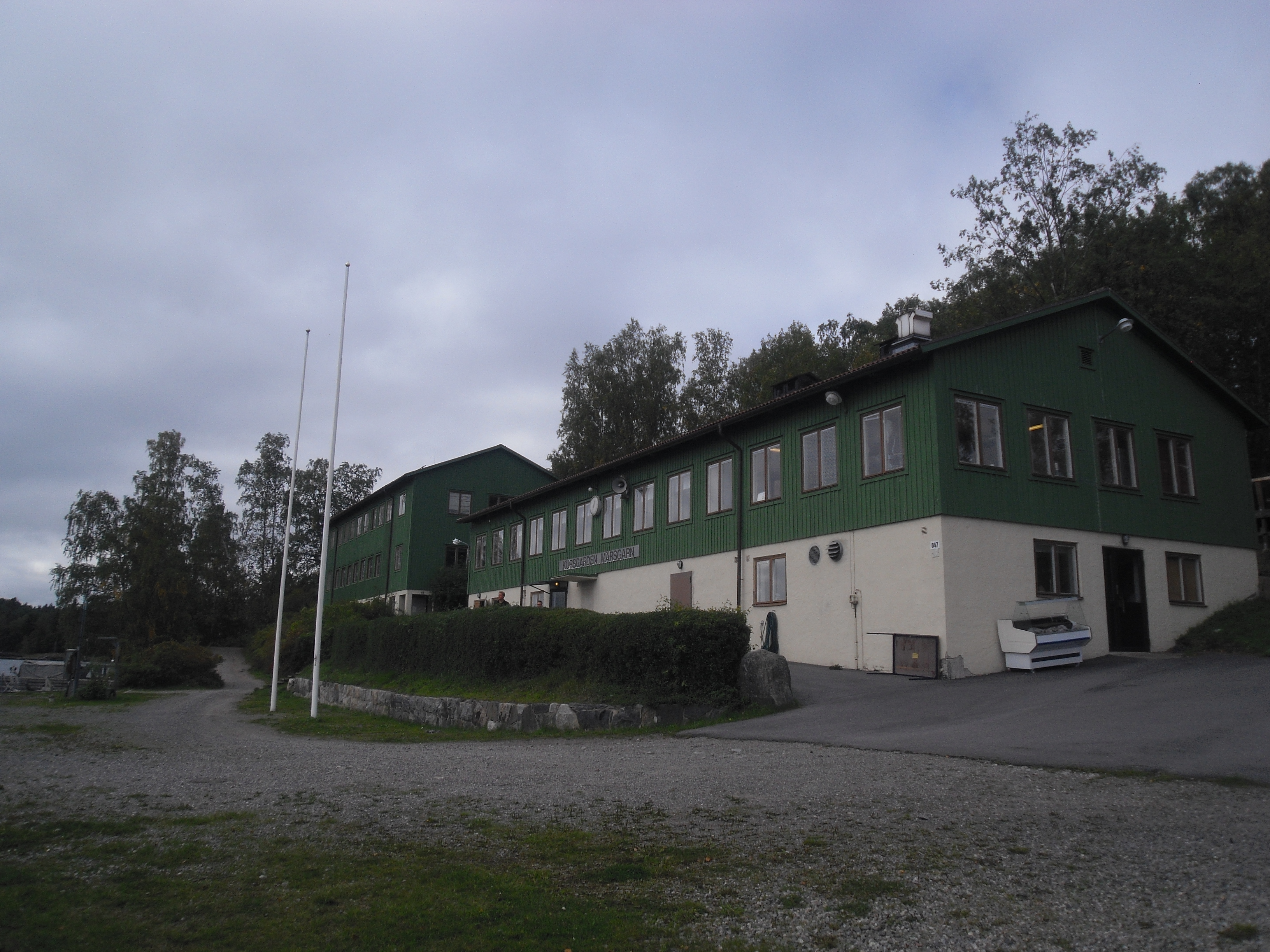
Sjövärnskårens kursgård.

Märsgarn är en ö i Horsfjärden i Stockholms södra skärgård, strax utanför Amfibieregementet i Berga i Haninge kommun.
Märsgarn friköptes av staten år 1911. Därefter var Märsgarn, liksom grannön Vitsgarn, en bas och utbildningscentrum för svenska flottans verksamhet på ostkusten. I samband med att verksamheten successivt flyttades över till den näraliggande Musköbasen avrustades Märsgarn omkring år 1970. På Märsgarn har även Flottans Attackdykarskola haft sin verksamhet innan den lades ned 1979. Ön, och de byggnader som återstår, disponeras sedan 1981 av den frivilliga försvarsorganisationen Sjövärnskåren, som driver en kursgård och arrangerar utbildningsläger för ungdomar.
Ön fungerade både som bas för flottan och för marinflyget, som lämnade Märsgarn i slutet av 1940-talet. Flyghangaren i trä är numera riven, och ersatt av en tälthangar som används för förvaring och reparation av Sjövärnskårens båtar. Fartygen låg förtöjda vid bryggor som till stor del har rivits.
Märsgarn var ett eget litet samhälle med egen färjeförbindelse med fastlandet, bostäder, poststation, telefonväxel, biograf, idrottshall, tandläkarmottagning och bibliotek. På Vitsgarn fanns även en idrottsplats. På Märsgarn fanns också marinens kustradiostation, Hårsfjärden radio, som flyttade till Muskö år 1986.
Den 17 september 1941 skedde en svår olycka, Horsfjärdskatastrofen, vid ön. Tre jagare, HMS Göteborg, HMS Klas Horn och HMS Klas Uggla förstördes. Vid olyckan, som inte är helt utredd, dödades 33 personer. Stora delar av bebyggelsen på den norra delen av ön brann ner.
Delar av de gamla militära anläggningarna, kajer och bebyggelsen används idag av Sjövärnskårens kursgård och utbildningsverksamhet. Vissa byggnader och anläggningar har rivits, och bergrum har förseglats.